# Wen Ding
Wen Ding (chiń.  文丁), imię osobiste Zǐ Tuō – władca Chin z dynastii Shang.  Panował od 1116 do 1106 roku p.n.e.
Podczas jego rządów nastąpił znaczny wzrost potęgi wasalnego państwa Zhou. Król Ji, władca Zhou prowadził zakończone zwycięstwem kampanie przeciwko Rongom. Nadal jednak zachowywał lojalność wobec Shangów.
Następcą Wen Dinga został jego syn Di Yi